# Wayne Smith (Diplomat)
Wayne Sanford Smith (* 16. August 1932 in  Seguin, Texas; † 28. Juni 2024 in New Orleans) war ein US-amerikanischer Diplomat, Hochschullehrer und Autor mehrerer Bücher, vor allem zum Thema Kuba und kubanisch-US-amerikanische Beziehungen. Unter anderem war er Leiter der US-Interessenvertretung in Havanna. Später war er Analyst der kubanisch-US-amerikanischen  Beziehungen. Er stand für Dialog und Annäherung beider Länder und galt als entschiedener Embargo-Gegner.

## Leben und Wirken
Geboren in Texas, zog Wayne Smith mit seiner Familie häufig um, je nachdem, wo sein Vater, ein Öl-Ingenieur, gerade Arbeit fand. Nach seinem High-School-Abschluss diente er beim US-Marine-Corps. Er nahm am Koreakrieg teil und wurde Drill-Instructor. Danach studierte er an der Universidad Nacional Autónoma de México Hispanisch-Amerikanische Literatur. Nach seinem Abschluss 1957 bekam er eine Stelle im US-Außenministerium.
Seine Karriere als Diplomat mit Kuba-Bezug begann Wayne Smith noch vor dem Sieg der von Fidel Castro angeführten kubanischen Revolution zum Jahreswechsel 1958/59. Nur wenige Monate zuvor wurde er zum dritten Sekretär an die US-Botschaft in Kuba berufen. Unter Präsident Eisenhower wurden 1961 dann die diplomatischen Beziehungen zwischen den USA und Kuba abgebrochen.
In den ersten zwei Jahren der Präsidentschaft von Jimmy Carter war Smith Leiter des Büros „Cuban Affairs“ im Außenministerium. Von 1979 bis 1982 diente er als Leiter der Interessenvertretung  der USA in Kuba. Danach war er unter anderem Gastprofessor für lateinamerikanische Studien an der Johns Hopkins University.
Wayne Smith starb am 28. Juni 2024 an den Folgen seiner Alzheimer-Erkrankung. Sein Tod wurde von der kubanischen Regierung bedauert.

## Werke

### Als Autor
- The Closest of Enemies: A Personal and Diplomatic History of the Castro Years, WW Norton & Co; First Edition, 1988, ISBN 978-0-39302-361-9
- Portrait of Cuba, mit Michael Reagan, James W. Porges, Turner Pub, 1991, ISBN 978-1-878685070
- Subject to Solution: Problems in Cuban-U.S. Relations, Lynne Rienner Pub, 1998, ISBN 978-1-555871-27-7

### Als Herausgeber
- The Russians Aren't Coming: New Soviet Policy in Latin America, Lynne Rienner Publishers, 1992, ISBN 978-1-55587-270-0
- Toward Resolution: The Falklands/Malvinas Dispute, Lynne Rienner Pub, 1991, ISBN 978-1-55587-265-6

### Als Gastautor
- Maurizio Giuliano et al.: El caso CEA: Intelectuales e inquisidores en Cuba. ¿Perestroika en la isla?, Ediciones Universal, 1998, ISBN 978-0-89729-870-4